# La Tribune de l'Histoire
 (mars 2017).
Si vous disposez d'ouvrages ou d'articles de référence ou si vous connaissez des sites web de qualité traitant du thème abordé ici, merci de compléter l'article en donnant les références utiles à sa vérifiabilité et en les liant à la section « Notes et références ».
La Tribune de l'Histoire est une émission radiophonique française hebdomadaire sur l'Histoire présentée par Alain Decaux, André Castelot et Jean-Claude Colin-Simard remplacé en 1963 par Jean-François Chiappe, réalisée par Alain Barroux, et diffusée chaque semaine du 17 octobre 1951 à fin juin 1997 sur Paris-Inter puis sur la chaîne France 2 régionale RTF en octobre 1963 et enfin France Inter le mercredi soir à 20 h 30 (sur France-Inter, le samedi soir, de 20 h 10 à 21 h 00). Son générique était extrait de l'ouverture de l'opéra de Carl Maria von Weber : Le Freischutz.
Diffusée d'abord le jeudi après-midi, puis le jeudi soir, elle est enfin diffusée sur France-Inter le samedi à 20 heures. Sa formule a progressivement changé. À l'origine, Castelot et Decaux évoquaient pendant une demi-heure des anniversaires, des livres récemment publiés, des expositions, avec de courtes interviews. Un sujet unique s'est ensuite imposé, sous la forme d'une dramatique. Des comédiens célèbres comme Jean Topart ou Guy Tréjean et de jeunes acteurs débutants interprètent le texte écrit par Castelot et Decaux. Un bref échange entre les deux puis trois historiens et un invité suit cette dramatique et conclut l'émission.